# Nel mio giardino
Nel mio giardino è il primo singolo estratto dall'album Dove sei tu di Cristina Donà, pubblicato nel 2003.

## La canzone
Nel mio giardino è il singolo che alla fine di febbraio 2003 anticipa l'uscita dell'album Dove sei tu. Il brano che dà titolo al disco, nelle due versioni (Nel mio giardino e Nel mio giardino (reprise)) è presente nell'album Dove sei tu, mentre gli altri due brani Stelle buone e Terapie, presenti rispettivamente in Tregua e Nido, sono stati registrati dal vivo: Stelle buone al Teatro Politeama di Saluzzo in occasione del concerto di Cristina Donà, Manuel Agnelli e Marco Parente al Premio Grinzane Cavour (di cui è stata pubblicata su cd una versione integrale: Premio Grinzane Cavour 2002) e Terapie al Cinema Teatro Astra di Parma, in versione acustica, con Cristina Donà alla chitarra e alla voce, accompagnata dal solo Cristian Calcagnile alle percussioni.

## Tracce
Testi e musiche di Cristina Donà.
1. Nel mio giardino – 3:59
2. Stelle buone (dal vivo) – 3:43
3. Terapie (dal vivo) – 4:33
4. Nel mio giardino (Reprise) – 4:30

## Formazione
- Cristina Donà – voce, chitarra folk
- Lorenzo Corti – chitarra elettrica
- Marco Ferrara – basso
- Cristian Calcagnile – batteria, percussioni
- Libero Mureddu – arrangiamento strumenti ad arco
- Mariella Sanvito – violino
- Matteo Del Soldà – viola
- Nicoletta Bassetti – violoncello
- Massimo Marcer – tromba